# Symplecta lindrothi
Symplecta lindrothi är en tvåvingeart som först beskrevs av Bo Tjeder 1955.  Symplecta lindrothi ingår i släktet Symplecta och familjen småharkrankar. Arten är reproducerande i Sverige. Inga underarter finns listade i Catalogue of Life.